# Джордж Рендольф Герст-молодший
Джордж Рендольф Герст-молодший (англ. George Randolph Hearst, Jr.; нар. 13 липня 1927 — пом. 25 червня 2012) — підприємець, спадкоємець першого медіа-магната Вільяма Рендольфа Герста, мільярдер, голова правління компанії Hearst Corporation з 1996 по 1999 рік.

## Біографія
Джордж Рендольф Герст-молодший народився 13 липня 1927 року. Він був єдиним сином Джорджа Герста та його першої дружини Бланш Вілбур. Його батько був первістком відомого медіа-магната Вільяма Рендольфа Герста.
Джордж Герст-молодший певний час працював видавцем у підрозділах родинної корпорації Los Angeles Herald Examiner та Los Angeles Evening Herald Express, а також виконував обов'язки президента благодійної компанії Hearst Foundation. Був директором фонду William Randolph Hearst Foundation.
Протягом сорока років Джордж Герст обіймав посаду директора Корпорації Hearst. У 1996 році його було обрано головою правління Корпорації Hearst після його дядька Рендольфа Апперсона Герста.
До виборів, що відбулися в березні 1996, Герст безпосередньо виконував обов'язки віце-президента Hearst Corporation та Hearst Real Estate.

## Родина
1951 року Джордж Герст одружився з Мері Томпсон. Подружжя прожило разом вісімнадцять років і народило чотирьох дітей:
- Мері Астрід Герст (1953—2004)
- Джордж Рендольф Герст III (нар.1955)
- Стефен Томпсон Герст (нар.1956)
- Ерін Вілбур Герст (нар.1959)

1969 року Герст вступив у другий шлюб з Патрицією Енн Белл. У 1985 році вони розлучилися.